# برج زموره
برج زموره (به عربی: برج زمورة) یک شهرداری در الجزایر است که در استان برج بوعریریج واقع شده‌است. برج زموره ۱۰٬۲۹۶ نفر جمعیت دارد.